# 恩斯特·弗里德里希·吉尔格
恩斯特·弗里德里希·吉尔格(德語：Ernest 或Ernst Friedrich Gilg)（1867年1月12日—1933年10月11日）是德国植物学家。
吉尔格出生于巴登-符腾堡，曾担任过柏林植物博物馆长，1921年和恩格勒合作出版了两部作品《植物分科纲要》（Syllabus der Pflanzenfamilien）和《植物界》（Das Pflanzenreich）。禾本科中的一种草Gilgiochoa是为纪念他命名的。
吉尔格一生中命名了42种新种。

## 主要作品
- Pharmazeutische Warenkunde,  1911
- Grundzüge der Botanik für Pharmazeuten,  1921
- Lehrbuch der Pharmakognosie,  1922